# Torağayçay
Torağayçay (armeniska: T’rghi, Թրղի) är ett vattendrag i Azerbajdzjan. Det ligger i den centrala delen av landet, 270 km väster om huvudstaden Baku.
Omgivningarna runt Torağayçay är en mosaik av jordbruksmark och naturlig växtlighet. Runt Torağayçay är det ganska glesbefolkat, med 38 invånare per kvadratkilometer.